# Raon-aux-Bois
Raon-aux-Bois è un comune francese di 1 217 abitanti situato nel dipartimento dei Vosgi nella regione del Grand Est.

## Società

### Evoluzione demografica
Abitanti censiti